# بورديلس
بلدية بورديلس (بالإسبانية: Bordils) هي بلدية تقع في مقاطعة جرندة التابعة لمنطقة كتالونيا شمال شرق إسبانيا.

## الديموغرافيا
بلغ عدد سكان بلدية بورديلس 1.736 نسمة عام 2011 (وفقاً للمعهد الوطني الإسباني للإحصاء).
| 1.309 | 1.416 | 1.393 | 1.501 | 1.625 | 1.732 | 1.736 |